# Мурчисонский метеорит
Мурчисо́нский метеори́т (Мерчисонский; англ. Murchison meteorite) — углистый хондрит общим весом 108 килограмм. Упал 28 сентября 1969 года вблизи деревни Мурчисон (англ.), штат Виктория, Австралия. При падении один из фрагментов пробил крышу сельского здания.

## Состав метеорита
В 2020 году в метеорите были найдены так называемые досолнечные зёрна возрастом 5—7 млрд. лет — старейшие твёрдые вещества на Земле.
Метеорит содержит большое количество органических включений.
В частности исследования 2008 года показали наличие нуклеиновых оснований. Среди аминокислот, обнаруженных в материале метеорита, преобладали L-энантиомеры.
В Мурчисонском метеорите и в метеорите NWA 801 (Марокко) удалось обнаружить арабинозу, ксилозу, ликсозу, рибозу и несколько гексоз. Эти находки трактуются некоторыми учёными как подтверждение того, что в возникновении жизни на Земле могли участвовать органические соединения, принесённые из космоса метеоритами.
Кроме того, сторонник панспермии А. Ю. Розанов утверждает, что в мурчисонском метеорите (равно как и в ефремовском) обнаружены ископаемые частички нитчатых микроорганизмов, напоминающих низшие грибы и сохранивших детали своего клетчатого строения, а также окаменелые остатки неких бактерий. Анализировались при этом псевдоморфозы, образованные теми или иными минералами, не отличающиеся по составу от всего остального материала метеорита, а не современные или фоссилизированные остатки. Однако другие специалисты с таким выводом не согласны.